# Новая Рудня (Лугинский район)
Новая Рудня (укр. Нова Рудня) — село на Украине, основано в 1888 году, находится в Лугинском районе Житомирской области на реке Жерев.
Код КОАТУУ — 1822885202. Население по переписи 2001 года составляет 123 человека. Почтовый индекс — 11303. Телефонный код — 4161. Занимает площадь 0,94 км².

## История
В 1946 году указом ПВС УССР село Рудня-Макаковская переименовано в Новая Рудня.

## Адрес местного совета
11330, Житомирская область, Лугинский р-н, с. Староселье, ул. Молодёжная, 11